# ميخايل كيرزاكوف
ميخايل كيرزاكوف (بالروسية: Михаил Анатольевич Кержаков)‏ (28 يناير 1987 بكينغيسيب في روسيا - ) هو لاعب كرة قدم روسي في مركز حراسة المرمى. شارك مع منتخب روسيا تحت 21 سنة لكرة القدم. أما مع النوادي، فقد لعب مع أنجي محج قلعة وزينيت سانت بطرسبرغ وسبارتاك فلاديكافكاز ونادي فولغا نيجني نوفغورود وسبورتاكادمكلوب موسكو ‏ وFC Volgar Astrakhan ‏ وFC Volga Ulyanovsk ‏ وFC Zenit-2 Saint Petersburg ‏.

## وصلات خارجية
- ميخايل كيرزاكوف على موقع الاتحاد الأوربي (الإنجليزية)
- ميخايل كيرزاكوف على موقع قاعدة بيانات كرة القدم.إي يو (الإنجليزية)
- ميخايل كيرزاكوف على موقع Soccerway.com (الإنجليزية)
- ميخايل كيرزاكوف على موقع عالم كرة القدم.نت (الإنجليزية)
- ميخايل كيرزاكوف على موقع AS.com (الإسبانية)